# Pont Juscelino Kubitschek
Le pont Juscelino Kubitschek (en portugais : Ponte Juscelino Kubitschek), également connu sous le nom de « pont du President JK » ou « pont JK », est un pont en arc à tablier suspendu permettant la traversée du lac Paranoá à Brasilia, au Brésil. 

## Origine du nom
Il est nommé en l'honneur du président Juscelino Kubitschek, celui ayant lancé les travaux de construction de la capitale brésilienne dans la deuxième moitié des années 1950.  

## Historique
Il a été dessiné par l'architecte Alexandre Chan et conçu par l'ingénieur-structure Mário Vila Verde.
Inauguré le 15 décembre 2002, le pont est immédiatement devenu l'un des symboles de l'architecture de Brasilia.

## Récompenses
Cet ouvrage est décrit par de nombreux observateurs comme un pont d'une grande beauté architecturale dans la lignée du Brasilia d'Oscar Niemeyer. L'architecte Alexandre Chan a remporté la médaille Gustav Lindenthal pour ce projet à la Conférence internationale des ponts de 2003 à Pittsburgh. Cette médaille est décernée « pour une réalisation exceptionnelle montrant l'harmonie avec l'environnement, l'esthétique et le succès de l'implication de la communauté pour ce projet ». 
Ce pont a également reçu le « Prix Abcem 2003 » (ABCEM Award), récompensant la plus belle construction métallique de l'année, dans la catégorie « ponts et passages supérieurs », décerné par l'Association des constructions métalliques brésiliennes (Associação Brasileira da Construção Metálica).

## Divers
La conception architecturale du pont est relativement proche d'un passage pour piétons dans le port de Nagoya.

## Galerie

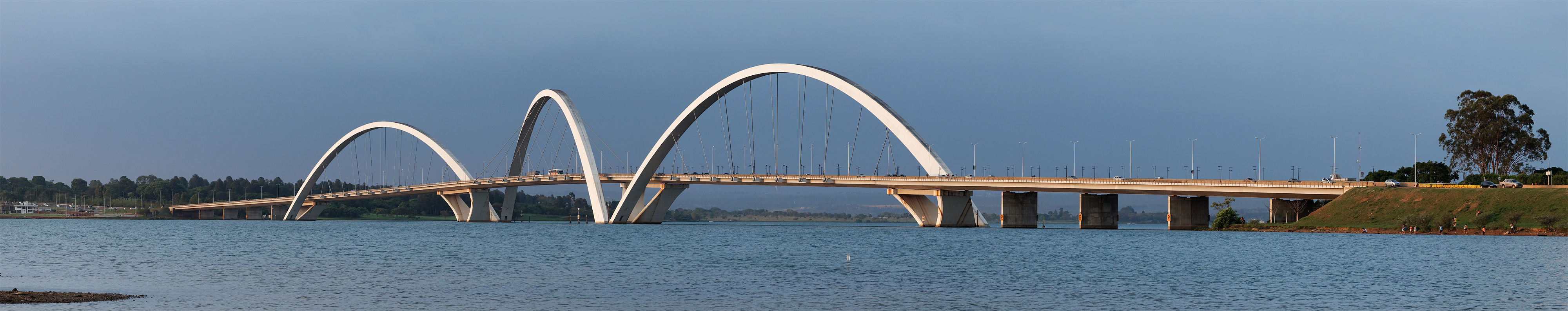
Vue panoramique en fin de journée depuis la rive est du lac.

|  |
|  |

|  |
|  |

|  |
|  |

|  |
|  |

|  |
|  |

|  |
|  |